# Henrietta Litchfield
Henrietta Emma Litchfield (nascida Darwin; 25 de setembro de 1843 — Surrey, 17 de dezembro de 1927) era uma das filha de Charles Darwin e sua esposa Emma Wedgwood.
Henrietta nasceu em Down House, Downe, Kent, em 1843. Ela foi a terceira filha de Darwin e a filha mais velha a atingir a idade adulta, após a mais velha, Annie, morrer aos 10, e uma segunda filha, Mary, morrer antes de completar um mês de idade. Ela e seu irmão Frank ajudaram seu pai com o seu trabalho, e Henrietta ajudou a editar a obra The Descent of Man.
Em 31 de agosto de 1871, ela se casou com Richard Buckley Litchfield, que nasceu em Yarpole, próximo a Leominster, em 1832; o casal não teve filhos. Ela ficou viúva em 11 de janeiro de 1903, quando Richard morreu em Cannes, França; sendo enterrado no Cemitério Inglês, em Cannes.
Henrietta editou a biografia de seu avô Erasmus Darwin escrita por seu pai, The Life of Erasmus Darwin, e a The Autobiography of Charles Darwin, removendo várias passagens controversas. Ela também editou papéis privados de sua mãe (Emma Darwin: A Century of Family Letters, de 1904). Ela respondeu à história da Lady Hope que seu pai tinha sofrido uma conversão no leito de morte por escrevendo um artigo The Christian em 1922 dizendo que "não [tinha] qualquer fundamento". Henrietta morreu em Burrows Hill, Gomshall, Surrey, com idade de 84 anos. Um obituário foi redigido no The Times.